# Halálozások 1987-ben
Ez a szócikk az 1987-es évben elhunyt nevezetes személyeket sorolja fel.

## Ismeretlen hónap
| Dátum          | Név       | Foglalkozás / tisztség | Kor | Forrás |
| -------------- | --------- | ---------------------- | --- | ------ |
| ismeretlen nap | Ted Moore | dél-afrikai operatőr   | 072 |        |

## December
| Dátum        | Név                        | Foglalkozás / tisztség                            | Kor | Forrás                                                        |
| ------------ | -------------------------- | ------------------------------------------------- | --- | ------------------------------------------------------------- |
| december 31. | Henry Görtler              | német matematikus                                 | 078 |                                                               |
| december 27. | Priscilla Dean             | amerikai színésznő                                | 091 |                                                               |
| december 27. | Irène Zurkinden            | svájci festőnő                                    | 078 |                                                               |
| december 26. | Luis E. Valcárcel          | perui történész és antropológus                   | 096 |                                                               |
| december 22. | Gustav Fröhlich            | német színész                                     | 085 |                                                               |
| december 22. | Dorothy M. Needham         | angol biokémikus                                  | 091 |                                                               |
| december 22. | Alice Terry                | amerikai színésznő                                | 088 |                                                               |
| december 19. | Guðmundur Í. Guðmundsson   | izlandi politikus, diplomata, miniszter           | 078 | [ 2 ]                                                         |
| december 18. | Warne Marsh                | amerikai dzsessz-szaxofonos                       | 060 | [ 3 ]                                                         |
| december 18. | Conny Plank                | német hangmérnök, zenei producer                  | 047 | [ 4 ]                                                         |
| december 17. | Irving Allen               | amerikai színház- és filmrendező, producer        | 082 |                                                               |
| december 16. | Alfons Bērziņš             | Európa-bajnok lett gyorskorcsolyázó               | 071 | Archiválva 2020. december 14-i dátummal a Wayback Machine-ben |
| december 15. | Bohumil Říha               | cseh író, gyermekkönyvíró                         | 080 |                                                               |
| december 14. | Mogens Lassen              | dán építész                                       | 086 |                                                               |
| december 11. | Adile Naşit                | török színésznő                                   | 057 |                                                               |
| december 7.  | Helen Porter               | angol botanikus, biokémikus                       | 088 |                                                               |
| december 5.  | Leonid Dimov               | román költő, író                                  | 061 |                                                               |
| december 4.  | Arnold Lobel               | amerikai gyermekkönyvíró és -rajzoló              | 054 |                                                               |
| december 3.  | Dorin Liviu Zaharia        | román zenész, énekes, dalszerző                   | 043 |                                                               |
| december 2.  | Luis Federico Leloir       | Nobel-díjas argentin orvos és biokémikus          | 081 |                                                               |
| december 2.  | Juan Alberto Melgar Castro | hondurasi politikus, az ország elnöke (1975–1978) | 057 | Archiválva 2022. július 14-i dátummal a Wayback Machine-ben   |

## November
| Dátum        | Név                    | Foglalkozás / tisztség                                    | Kor | Forrás                                                        |
| ------------ | ---------------------- | --------------------------------------------------------- | --- | ------------------------------------------------------------- |
| november 28. | Choh Hao Li            | kínai-amerikai biokémikus                                 | 074 |                                                               |
| november 28. | Wolfgang Liebeneiner   | német színész, filmrendező                                | 082 |                                                               |
| november 26. | Peter Hujar            | amerikai fotográfus                                       | 053 |                                                               |
| november 26. | Rockenbauer Pál        | utazó, természetjáró, dokumentumfilmes                    | 054 |                                                               |
| november 24. | Anton Pieck            | holland festő, grafikus                                   | 092 |                                                               |
| november 23. | Antonio Sastre         | argentin labdarúgó                                        | 076 |                                                               |
| november 22. | W. Haydon Burns        | amerikai politikus, Florida kormányzója (1965–1967)       | 075 |                                                               |
| november 22. | Plácido Domingo Ferrer | spanyol zarzuela-énekes, Plácido Domingo operaénekes apja | 080 |                                                               |
| november 21. | Ivan Jandl             | cseh színész                                              | 050 |                                                               |
| november 19. | Brand Blanshard        | amerikai filozófus                                        | 095 |                                                               |
| november 19. | Clara Petrella         | olasz operaénekesnő                                       | 073 |                                                               |
| november 18. | Jacques Anquetil       | francia kerékpárversenyző                                 | 053 |                                                               |
| november 14. | Fritz Bopp             | német fizikus                                             | 077 |                                                               |
| november 12. | Cornelis Vreeswijk     | holland–svéd énekes, színész, költő                       | 050 |                                                               |
| november 11. | Andrea Palma           | mexikói színésznő                                         | 084 | [ 5 ]                                                         |
| november 10. | Seyni Kountché         | Niger miniszterelnöke                                     | 056 |                                                               |
| november 5.  | Carlos Ulrrico Cesco   | argentín csillagász                                       | 077 | Archiválva 2019. november 12-i dátummal a Wayback Machine-ben |
| november 5.  | Jean Rivier            | francia zeneszerző                                        | 091 |                                                               |
| november 5.  | Georges Franju         | francia filmrendező                                       | 075 |                                                               |
| november 3.  | Danièle Gaubert        | francia színésznő                                         | 044 |                                                               |
| november 3.  | Fany Mpfumo            | mozambiki zenész, énekes                                  | 059 |                                                               |
| november 3.  | André Roussin          | francia drámaíró                                          | 076 |                                                               |
| november 1.  | Vasile Drăguț          | román művészettörténész                                   | 059 |                                                               |

## Október
| Dátum       | Név                                       | Foglalkozás / tisztség                      | Kor | Forrás |
| ----------- | ----------------------------------------- | ------------------------------------------- | --- | ------ |
| október 28. | André Masson                              | francia festő, illusztrátor, díszlettervező | 091 |        |
| október 27. | Iacopo Barsotti                           | olasz matematikus                           | 066 |        |
| október 26. | Robert Allen Dyer                         | dél-afrikai botanikus                       | 087 |        |
| október 25. | Pascal Jules                              | francia kerékpárversenyző                   | 026 |        |
| október 25. | J. A. Ratcliffe (John Ashworth Ratcliffe) | brit fizikus                                | 084 |        |
| október 19. | Hermann Lang                              | német autóversenyző                         | 078 |        |
| október 19. | Igor Newerly                              | lengyel író                                 | 084 |        |
| október 15. | Nik Novecento                             | olasz színész és televíziós személyiség     | 023 |        |
| október 14. | Rodolfo Halffter                          | spanyolországi születésű mexikói zeneszerző | 086 |        |
| október 13. | Nilgün Marmara                            | török költőnő                               | 029 |        |
| október 12. | Fahri Korutürk                            | Törökország köztársasági elnöke (1973–1980) | 084 |        |
| október 12. | Christian Mégret                          | Femina-díjas francia újságíró, író          | 082 | –      |
| október 11. | Koldo Mitxelena                           | baszk nyelvész, író                         | 072 |        |
| október 8.  | Spencer Gordon Bennet                     | amerikai filmrendező és -producer           | 094 |        |
| október 7.  | Hoffer Miklós Béla                        | magyar származású holland szobrász          | 076 | –      |
| október 7.  | Tom Tutin (Thomas Gaskell Tutin)          | angol botanikus, algológus, őslénykutató    | 079 |        |
| október 6.  | Grete Heckscher                           | olimpiai bronzérmes (1924) dán vívó         | 085 |        |
| október 3.  | Ioan Mirea                                | román költő és festő                        | 075 |        |
| október 2.  | Madeleine Carroll                         | angol származású amerikai színésznő         | 081 |        |

## Szeptember
| Dátum          | Név                               | Foglalkozás / tisztség                                     | Kor | Forrás |
| -------------- | --------------------------------- | ---------------------------------------------------------- | --- | ------ |
| szeptember 29. | Guyún (Vincente Gonzalez Rubiera) | kubai gitáros, zeneszerző                                  | 078 |        |
| szeptember 28. | Willard Harrison Bennett          | amerikai fizikus, kémikus, feltaláló                       | 084 |        |
| szeptember 26. | Ethel Catherwood                  | olimpiai bajnok (1928) kanadai magasugró                   | 079 |        |
| szeptember 25. | Emlyn Williams                    | walesi színész és drámaíró                                 | 081 |        |
| szeptember 23. | Bob Fosse                         | amerikai színész, táncos, koreográfus, rendező             | 060 |        |
| szeptember 22. | Pierre Monbeig                    | francia földrajztudós                                      | 079 |        |
| szeptember 18. | Américo Tomás                     | portugál politikus, Portugália elnöke (1958–1974)          | 092 |        |
| szeptember 15. | Leon Hirszman                     | brazil filmrendező, producer                               | 049 | [ 7 ]  |
| szeptember 13. | Mervyn LeRoy                      | amerikai filmrendező, producer                             | 086 |        |
| szeptember 12. | John Qualen                       | norvég származású amerikai színész                         | 087 |        |
| szeptember 12. | Väinö Sipilä                      | olimpiai bajnok (1924) finn hosszútávfutó                  | 089 |        |
| szeptember 9.  | Gunnar de Frumerie                | svéd zeneszerző és zongoraművész                           | 079 |        |
| szeptember 9.  | Vratislav Mazák                   | cseh biológus, paleoantropológus                           | 050 |        |
| szeptember 5.  | Wolfgang Fortner                  | német zeneszerző, zeneoktató és karmester                  | 079 |        |
| szeptember 4.  | Richard Marquand                  | walesi filmrendező (A Jedi visszatér), producer, szövegíró | 049 |        |
| szeptember 3.  | Morton Feldman                    | amerikai zeneszerző                                        | 061 |        |
| szeptember 2.  | Remzi Jöntürk                     | török színész, filmrendező, producer                       | 050 |        |
| szeptember 2.  | Alfredo Saint-Jean                | argentin politikus, Argentína elnöke (1982)                | 060 |        |
| szeptember 1.  | Arnaldo Momigliano                | olasz történész és historiográfus                          | 078 |        |
| szeptember 1.  | Thomas Robert Soderstrom          | amerikai botanikus                                         | 051 |        |

## Augusztus
| Dátum         | Név                          | Foglalkozás / tisztség                                                         | Kor | Forrás |
| ------------- | ---------------------------- | ------------------------------------------------------------------------------ | --- | ------ |
| augusztus 30. | George Mikes                 | magyar-angol író, újságíró, humorista                                          | 075 |        |
| augusztus 29. | Lee Marvin                   | Oscar-díjas amerikai színész                                                   | 063 |        |
| augusztus 27. | Peter Mehringer              | olimpiai bajnok (1932) amerikai birkózó                                        | 077 |        |
| augusztus 26. | Georg Wittig                 | Nobel-díjas német kémikus                                                      | 090 |        |
| augusztus 21. | Angelo Francesco Lavagnino   | olasz filmzeneszerző                                                           | 078 |        |
| augusztus 18. | Dambudzo Marechera           | angol nyelvű zimbabwei költő és író                                            | 035 |        |
| augusztus 17. | Mihail Davidoglu             | román drámaíró                                                                 | 076 |        |
| augusztus 17. | Rudolf Heß                   | német nemzetiszocialista politikus, Hitler helyettese                          | 093 |        |
| augusztus 16. | Andrej Mironov               | szovjet-orosz színész                                                          | 046 |        |
| augusztus 14. | Vincent Persichetti          | amerikai zeneszerző, tanító, zongoraművész                                     | 072 |        |
| augusztus 10. | Jórgosz Atanasziadisz-Nóvasz | görög politikus, miniszterelnök (1965)                                         | 094 |        |
| augusztus 10. | Uys Krige                    | dél-afrikai (afrikaans- és angol nyelvű) író, költő, műfordító és rögbijátékos | 077 |        |
| augusztus 10. | Patrick O'Boyle              | amerikai érsek, a washingtoni római katolikus egyházmegye vezetője             | 091 |        |
| augusztus 7.  | Camille Chamoun              | Libanon miniszterelnöke (1952–1958)                                            | 087 |        |
| augusztus 7.  | Kisi Nobuszuke               | japán politikus, miniszterelnök (1957–1960)                                    | 090 |        |
| augusztus 5.  | Zygmunt Mycielski            | lengyel zeneszerző, író, zenekritikus                                          | 079 |        |
| augusztus 4.  | Dick Farney                  | brazil énekes, zongorista, zeneszerző                                          | 065 |        |
| augusztus 3.  | Marcel Brelot                | francia matematikus                                                            | 083 |        |

## Július
| Dátum      | Név                  | Foglalkozás / tisztség                                                  | Kor | Forrás |
| ---------- | -------------------- | ----------------------------------------------------------------------- | --- | ------ |
| július 31. | Joseph E. Levine     | amerikai filmproducer                                                   | 081 |        |
| július 30. | Manuel Lekuona       | baszk katolikus pap, nyelvész, író                                      | 093 |        |
| július 28. | James Burnham        | amerikai filozófus, politológus                                         | 081 |        |
| július 27. | George Gulack        | lett-zsidó származású olimpiai bajnok (1932) amerikai tornász           | 082 |        |
| július 25. | Charles Stark Draper | amerikai mérnök, a tehetetlenségi navigációs rendszer egyik megalkotója | 085 |        |
| július 22. | Henri-François Rey   | francia regény- és drámaíró, újságíró                                   | 067 |        |
| július 20. | Richard Egan         | amerikai színész                                                        | 065 |        |
| július 18. | Gilberto Freyre      | brazil szociológus, antropológus, újságíró, politikus                   | 087 |        |
| július 17. | Jörg Fauser          | német író, újságíró                                                     | 041 |        |
| július 17. | Howard McGhee        | amerikai dzsessztrombitás                                               | 069 |        |
| július 17. | Kristjan Palusalu    | olimpiai bajnok (1936) észt birkózó                                     | 079 |        |
| július 16. | Nils Björklöf        | olimpiai bronzérmes (1948) finn kajakozó                                | 066 |        |
| július 15. | Margarete Schlegel   | német színésznő                                                         | 087 |        |
| július 13. | Isidre Puig i Boada  | katalán építész                                                         | 096 |        |
| július 12. | Rudolf Lenz          | osztrák színész                                                         | 067 |        |
| július 10. | Rákosi Ferenc        | kézilabdázó                                                             | 076 |        |
| július 9.  | Vészi Endre          | Kossuth-díjas költő, író                                                | 070 |        |
| július 8.  | Gerardo Diego        | spanyol költő                                                           | 090 |        |
| július 8.  | Franjo Wölfl         | jugoszláv-horvát labdarúgóedző                                          | 069 |        |
| július 5.  | Alan Gibson          | kanadai filmrendező                                                     | 049 |        |
| július 4.  | Abdoel Halim         | indonéz politikus, miniszterelnök (1950)                                | 075 | –      |
| július 4.  | Bengt Strömgren      | dán csillagász és asztrofizikus                                         | 079 |        |
| július 3.  | Viola Dana           | amerikai színésznő                                                      | 090 |        |
| július 2.  | Michael Bennett      | amerikai színházrendező, táncos, koreográfus                            | 044 |        |
| július 1.  | Snakefinger          | angol zenész, énekes                                                    | 038 |        |

## Június
| Dátum      | Név                         | Foglalkozás / tisztség                                                | Kor | Forrás |
| ---------- | --------------------------- | --------------------------------------------------------------------- | --- | ------ |
| június 30. | Frederic Mompou i Dencausse | katalán zeneszerző és zongoraművész                                   | 094 |        |
| június 29. | Elizabeth Cotten            | amerikai blues- és folkzenész, énekes, dalszerző                      | 094 |        |
| június 29. | Antonio Janni               | olasz labdarúgó                                                       | 082 |        |
| június 26. | Henk Badings                | holland zeneszerző                                                    | 080 |        |
| június 25. | Tony Skyrme                 | brit atomfizikus                                                      | 065 | [ 8 ]  |
| június 24. | Jackie Gleason              | amerikai komikus, színész, zenész                                     | 071 |        |
| június 22. | Fred Astaire                | Golden Globe-díjas amerikai színész, énekes, táncos                   | 088 |        |
| június 22. | Raymond Ruyer               | francia filozófus                                                     | 085 |        |
| június 20. | Mariano Cañardo             | spanyol kerékpárversenyző                                             | 081 |        |
| június 19. | Ian Donald                  | brit nőgyógyász                                                       | 076 |        |
| június 15. | Robert George Harrington    | amerikai csillagász                                                   | 082 |        |
| június 14. | Burhanuddin Harahap         | Indonézia miniszterelnöke (1955–1956)                                 | 069 | –      |
| június 13. | Vera Caspary                | amerikai író, drámaíró                                                | 087 |        |
| június 11. | Dan Vadis                   | amerikai színész                                                      | 049 |        |
| június 10. | Elizabeth Hartman           | amerikai színésznő                                                    | 043 |        |
| június 9.  | Monique Haas                | francia zongoraművész                                                 | 077 |        |
| június 9.  | Madge Kennedy               | amerikai színésznő                                                    | 096 |        |
| június 8.  | Daniel Mandell              | amerikai filmvágó                                                     | 091 |        |
| június 7.  | Adorján István              | kerékpárversenyző, olimpikon (1936)                                   | 073 |        |
| június 7.  | Cahit Zarifoğlu             | török költő, író                                                      | 046 |        |
| június 6.  | Richard Münch               | német színész                                                         | 071 |        |
| június 3.  | Jackie Fields               | olimpiai bajnok amerikai ökölvívó                                     | 079 |        |
| június 3.  | Hubert Juin                 | belga (francia) költő, író, irodalomkritikus                          | 060 |        |
| június 3.  | Will Sampson                | indián származású amerikai színész (Száll a kakukk fészkére) és festő | 053 |        |
| június 1.  | Rásid Kárámi                | Libanon miniszterelnöke                                               | 065 |        |

## Május
| Dátum     | Név                                       | Foglalkozás / tisztség                           | Kor | Forrás |
| --------- | ----------------------------------------- | ------------------------------------------------ | --- | ------ |
| május 31. | Alfonzó                                   | színész, humorista, artista                      | 075 |        |
| május 31. | Domenico Piemontesi                       | olasz kerékpárversenyző                          | 084 | [ 9 ]  |
| május 30. | Eliot Hodgkin                             | brit színész                                     | 091 |        |
| május 29. | Csaran Szing                              | India miniszterelnöke (1979–1980)                | 084 |        |
| május 27. | Jack Heid                                 | amerikai kerékpárversenyző                       | 062 |        |
| május 26. | Arthur M. Sackler                         | amerikai pszichiáter, gyógyszerügynök, műgyűjtő  | 073 |        |
| május 26. | Emiliana de Zubeldía                      | spanyol zongoraművész és zeneszerző              | 098 |        |
| május 24. | Hermione Gingold                          | angol színésznő                                  | 089 |        |
| május 23. | Karel Albert                              | belga zeneszerző                                 | 086 |        |
| május 23. | Şəmsi Bədəlbəyli                          | azerbajdzsáni színész és rendező                 | 076 |        |
| május 22. | Mario Zafred                              | olasz zeneszerző, karmester, zenekritikus        | 065 |        |
| május 19. | James Tiptree Jr. (Alice Bradley Sheldon) | amerikai scifi-író                               | 071 |        |
| május 19. | Valentín Paz-Andrade                      | galiciai költő, író, újságíró                    | 089 |        |
| május 18. | Lucien Choury                             | olimpiai bajnok (1924) francia kerékpárversenyző | 089 | [ 10 ] |
| május 18. | Heðin Brú                                 | feröeri író és műfordító                         | 085 | –      |
| május 13. | Richard Ellmann                           | amerikai irodalomkritikus, irodalomtörténész     | 069 |        |
| május 7.  | Colin Blakely                             | északír színész                                  | 056 |        |
| május 6.  | Karel Plicka                              | cseh néprajzkutató, zenész, fotográfus, rendező  | 092 |        |
| május 4.  | Paul Butterfield                          | amerikai bluesénekes és -zenész                  | 044 |        |
| május 4.  | Cathryn Damon                             | amerikai színésznő                               | 056 |        |
| május 4.  | Paul Groesse                              | magyar származású amerikai látványtervező        | 081 |        |
| május 3.  | Roberto Santos                            | brazil filmrendező, forgatókönyvíró, producer    | 059 |        |

## Április
| Dátum       | Név                          | Foglalkozás / tisztség                            | Kor | Forrás                                                         |
| ----------- | ---------------------------- | ------------------------------------------------- | --- | -------------------------------------------------------------- |
| április 30. | Marc Aaronson                | amerikai csillagász                               | 036 |                                                                |
| április 28. | Erik Bergstrand              | svéd fizikus                                      | 082 | –                                                              |
| április 27. | Attila Hörbiger              | osztrák színész                                   | 091 |                                                                |
| április 24. | Ingebrigt Johansson          | norvég matematikus                                | 082 |                                                                |
| április 23. | Mária Medvecká               | szlovák festő                                     | 072 | Archiválva 2020. augusztus 15-i dátummal a Wayback Machine-ben |
| április 17. | Dick Shawn                   | amerikai színész                                  | 063 |                                                                |
| április 17. | Cornelius Van Til            | holland-amerikai filozófus és református teológus | 091 |                                                                |
| április 14. | Karl Höller                  | német zeneszerző, orgonaművész, karmester         | 079 |                                                                |
| április 13. | Herbert Blumer               | amerikai szociológus és labdarúgó                 | 087 |                                                                |
| április 12. | Hertha von Walther           | német színésznő                                   | 083 |                                                                |
| április 11. | Erskine Caldwell             | amerikai regényíró                                | 083 |                                                                |
| április 11. | Primo Levi                   | olasz író, partizán, kémikus, holokauszt-túlélő   | 067 |                                                                |
| április 11. | Török Győző                  | kerékpárversenyző, olimpikon (1960)               | 051 |                                                                |
| április 11. | Váradi Hédi                  | Kossuth- és Jászai Mari-díjas színésznő           | 057 |                                                                |
| április 7.  | John Lehmann                 | angol költő, lapszerkesztő, irodalmár             | 079 | [ halott link ]                                                |
| április 7.  | John P. Livadary             | Oscar-díjas török-amerikai hangtechnikus          | 090 |                                                                |
| április 7.  | Pataky Dénes                 | műkorcsolyázó                                     | 070 |                                                                |
| április 4.  | C. L. Moore                  | amerikai sci-fi-szerző                            | 076 |                                                                |
| április 3.  | Robert Dalban                | francia színész                                   | 083 |                                                                |
| április 3.  | Anne Grey                    | angol színésznő                                   | 080 |                                                                |
| április 3.  | Andrej Boriszovics Szevernij | szovjet-orosz csillagász                          | 073 |                                                                |
| április 1.  | Henri Cochet                 | olimpiai ezüstérmes (1924) francia teniszező      | 085 |                                                                |

## Március
| Dátum       | Név                         | Foglalkozás / tisztség                                                           | Kor | Forrás                                                         |
| ----------- | --------------------------- | -------------------------------------------------------------------------------- | --- | -------------------------------------------------------------- |
| március 29. | Richard Aaron               | walesi filozófus                                                                 | 085 |                                                                |
| március 29. | Felix Prohaska              | osztrák karmester                                                                | 074 |                                                                |
| március 26. | Eugen Jochum                | német karmester                                                                  | 084 |                                                                |
| március 23. | Maurice Labro               | francia filmrendező                                                              | 076 |                                                                |
| március 22. | Joan Shawlee                | amerikai színésznő                                                               | 061 |                                                                |
| március 21. | Dean Paul Martin            | amerikai színész és énekes                                                       | 035 |                                                                |
| március 21. | Robert Preston              | amerikai színész                                                                 | 068 |                                                                |
| március 20. | Russell Ohl                 | amerikai elektromérnök, feltaláló                                                | 089 |                                                                |
| március 20. | Rita Streich                | német operaénekesnő                                                              | 066 |                                                                |
| március 19. | Arch Oboler                 | amerikai író, forgatókönyvíró, színházi- és filmrendező, producer                | 077 |                                                                |
| március 18. | Benedek Elemér Vidos        | magyar származású holland romanista nyelvész                                     | 085 |                                                                |
| március 16. | Vivian Martin               | amerikai színésznő                                                               | 093 |                                                                |
| március 16. | Johann Otto von Spreckelsen | dán építészmérnök                                                                | 057 |                                                                |
| március 16. | Samuel H. Shapiro           | észt-zsidó származású amerikai politikus, Illinois állam kormányzója (1968–1969) | 079 |                                                                |
| március 15. | Léon Fleuriot               | breton-francia nyelvész és történész                                             | 063 |                                                                |
| március 13. | Peter Henrici               | svájci matematikus                                                               | 063 |                                                                |
| március 13. | Gerald Moore                | angol zongoraművész                                                              | 087 |                                                                |
| március 13. | Finn Viderø                 | dán orgonaművész és zeneszerző                                                   | 080 |                                                                |
| március 9.  | Bobby Locke                 | dél-afrikai golfozó                                                              | 069 |                                                                |
| március 8.  | Zoe Băicoianu               | román szobrász és keramikus                                                      | 076 |                                                                |
| március 8.  | Friedrich Markgraf          | német botanikus                                                                  | 090 |                                                                |
| március 8.  | Manuel Viola                | spanyol festő                                                                    | 070 | Archiválva 2011. augusztus 11-i dátummal a Wayback Machine-ben |
| március 7.  | Waldo Salt                  | amerikai forgatókönyvíró                                                         | 072 |                                                                |
| március 3.  | Léonard Daghelinckx         | olimpiai bronzérmes (1928) belga kerékpárversenyző                               | 076 |                                                                |
| március 3.  | Hana Vitová                 | cseh színésznő                                                                   | 073 |                                                                |
| március 2.  | Randolph Scott              | amerikai színész                                                                 | 089 |                                                                |
| március 1.  | Bertrand de Jouvenel        | francia újságíró, jogász, közgazdász, politológus                                | 083 |                                                                |

## Február
| Dátum       | Név                     | Foglalkozás / tisztség                                                         | Kor | Forrás                                                      |
| ----------- | ----------------------- | ------------------------------------------------------------------------------ | --- | ----------------------------------------------------------- |
| február 28. | Anny Ondra              | cseh-osztrák származású német színésznő, Max Schmeling ökölvívó felesége       | 084 | [ 13 ]                                                      |
| február 25. | E. D. Nixon             | amerikai polgárjogi harcos                                                     | 087 |                                                             |
| február 23. | José Afonso             | portugál zeneszerző és énekes                                                  | 057 |                                                             |
| február 23. | William Droegemueller   | olimpiai ezüstérmes (1928) amerikai rúdugró                                    | 080 |                                                             |
| február 23. | Esmond Knight           | angol színész                                                                  | 080 |                                                             |
| február 22. | Franjo Dominko          | szlovén fizikus és csillagász                                                  | 083 | Archiválva 2018. február 1-i dátummal a Wayback Machine-ben |
| február 22. | Andy Warhol             | amerikai képzőművész, festő, filmkészítő                                       | 058 |                                                             |
| február 21. | Noel Odell              | angol geológus és hegymászó                                                    | 096 |                                                             |
| február 21. | Jean Stoetzel           | francia szociológus                                                            | 076 |                                                             |
| február 20. | Edgar P. Jacobs         | belga képregénykészítő                                                         | 082 | Archiválva 2022. január 21-i dátummal a Wayback Machine-ben |
| február 19. | Hugh Greene             | brit újságíró, televíziós producer, a BBC-igazgató, Graham Greene író testvére | 076 |                                                             |
| február 19. | Henry-Russell Hitchcock | amerikai építészet-történész                                                   | 083 |                                                             |
| február 19. | Kirsten Walther         | dán színésznő (Olsen-banda)                                                    | 053 |                                                             |
| február 18. | William Coldstream      | angol festő és tanár                                                           | 078 |                                                             |
| február 18. | Silvio Pietroboni       | olasz labdarúgó                                                                | 082 |                                                             |
| február 15. | John Myhill             | brit matematikus                                                               | 063 |                                                             |
| február 15. | Heather Thatcher        | angol színésznő, táncosnő                                                      | 090 | [ 14 ]                                                      |
| február 14. | Rolf Dahlgren           | dán-svéd botanikus, egyetemi tanár                                             | 054 |                                                             |
| február 12. | Dennis Poore            | brit autóversenyző                                                             | 070 |                                                             |
| február 12. | Raymond Vouel           | luxemburgi újságíró és politikus                                               | 063 |                                                             |
| február 10. | Andy Linden             | amerikai autóversenyző                                                         | 064 |                                                             |
| február 9.  | Louis Plack Hammett     | amerikai fiziko–kémikus                                                        | 092 | Archiválva 2022. július 14-i dátummal a Wayback Machine-ben |
| február 8.  | George Meniuc           | moldovai író, költő, műfordító                                                 | 068 |                                                             |
| február 7.  | Adriaan van Wijngaarden | holland matematikus, informatikus                                              | 070 |                                                             |
| február 5.  | Klāvs Elsbergs          | lett költő, műfordító                                                          | 028 |                                                             |
| február 4.  | Nera Simi               | olasz festőnő                                                                  | 096 |                                                             |
| február 3.  | Octav Grigorescu        | román költő, festő, grafikus, egyetemi tanár                                   | 053 | [ 16 ]                                                      |

## Január
| Dátum      | Név                             | Foglalkozás / tisztség                                                | Kor | Forrás |
| ---------- | ------------------------------- | --------------------------------------------------------------------- | --- | ------ |
| január 29. | Carlo Cassola                   | olasz író                                                             | 069 |        |
| január 29. | Josep Vicenç Foix i Mas         | katalán költő, író, újságíró, esszéista                               | 094 |        |
| január 28. | Galo Plaza Lasso                | ecuadori politikus, köztársasági elnök (1948–1952)                    | 080 |        |
| január 26. | Hajnal Gábor                    | József Attila-díjas költő, műfordító, szerkesztő                      | 074 |        |
| január 25. | Emil Hlobil                     | cseh zeneszerző                                                       | 085 |        |
| január 25. | Rodolfo (Gács Rezső)            | bűvész                                                                | 075 |        |
| január 25. | Harald Wergeland                | norvég fizikus                                                        | 074 |        |
| január 23. | Dénes Zsófia                    | József Attila-díjas író, újságíró                                     | 102 |        |
| január 23. | Szabó Endre                     | labdarúgó, a DVSC középpályása                                        | 072 |        |
| január 20. | Mócsy András                    | régész, epigráfus, ókortörténész, egyetemi tanár, az MTA rendes tagja | 057 |        |
| január 19. | Gerald Brenan                   | spanyol származású brit író                                           | 092 |        |
| január 19. | Harry Keller                    | amerikai filmrendező, vágó, producer                                  | 073 |        |
| január 19. | Pándi Pál                       | Kossuth-díjas irodalomtörténész, kritikus, szerkesztő, egyetemi tanár | 060 |        |
| január 17. | Aram Avakian                    | örmény-amerikai filmrendező, filmkiadó                                | 060 |        |
| január 15. | Harald Bode                     | német villamosmérnök, hangtechnikus                                   | 077 |        |
| január 15. | Ray Bolger                      | amerikai színész, énekes, táncos                                      | 083 |        |
| január 15. | Rudolf Carl                     | osztrák színész                                                       | 087 |        |
| január 14. | Turgut Demirağ                  | török filmrendező, forgatókönyvíró, producer                          | 065 |        |
| január 11. | Hugo Fregonese                  | argentín filmrendező                                                  | 078 |        |
| január 10. | Brutyó János                    | kommunista politikus, szakszervezeti vezető                           | 075 | [ 18 ] |
| január 10. | Bennett Lewis                   | kanadai magfizikus                                                    | 078 |        |
| január 9.  | Noszkay Aurél                   | orvos, urológus, sebész                                               | 086 | [ 19 ] |
| január 8.  | Manuel Blancafort i de Rosselló | katalán zeneszerző                                                    | 089 |        |
| január 7.  | Lukács József                   | filozófus, egyetemi tanár, az MTA rendes tagja                        | 064 |        |
| január 6.  | Domingo Santa Cruz Wilson       | chilei zeneszerző, egyetemi tanár                                     | 087 |        |
| január 6.  | João Gaspar Simões              | portugál költő, író, szerkesztő, irodalomkritikus, műfordító          | 083 |        |
| január 6.  | Pavel Trost                     | cseh nyelvész                                                         | 079 |        |
| január 5.  | Margaret Laurence               | kanadai író                                                           | 060 |        |
| január 3.  | Rodolfo Kuhn                    | argentín filmrendező, forgatókönyvíró, producer                       | 052 |        |
| január 2.  | Jean de Gribaldy                | francia kerékpárversenyző                                             | 064 |        |